# Chrisye

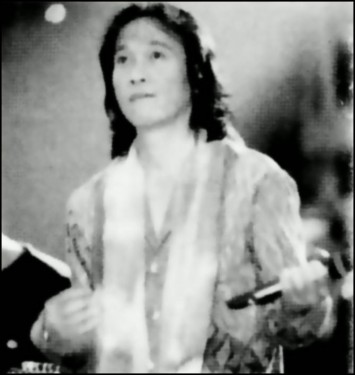
Chrisye

Chrisye (Chrismansyah Rahadi) was een populaire Indonesische popzanger, hij was van Chinees-Indonesische afkomst. Hij werd geboren in Jakarta op 16 september 1949 en stierf op 30 maart 2007 na een lang gevecht met longkanker.
Hij trouwde in 1982 met G.F. Damayanti Noor. Samen hadden zij vier kinderen. Chrisye heeft in zijn carrière als artiest 28 albums uitgebracht.

## Carrière
Chrisye begon in de band Gipsy in 1969. Zij speelden covers van Procol Harum, King Crimson, ELP, Genesis en Blood, Sweat & Tears. Chrisyes eerste solosucces kwam in 1975 waarbij hij de soundtrack deed van de film Badai Pasti Berlalu.
In 1977 werkte de band samen met Guruh Soekarno Putra, een van de zonen van voormalig president Soekarno waarbij zij het album 'Guruh Gipsy' maakten. De stijl van dit album was progressieve rockmuziek gemixt met Balinese gamelan.
In de jaren 80 maakte hij furore met hits als Aku cinta dia, Hura Hura, Nona Lisa.
Zo kreeg hij in 1995 de BASF Legend Award uitgereikt.
Door de jaren heen is Chrisye altijd populair geweest. Zo heeft hij in 2005 met hedendaagse artiesten als Ungu, Project Pop, Ahmad Dhani (Dewa 19) het succesvolle album Senyawa opgenomen.

## Albums
1. Guruh Gipsy (1975)
2. Jurang Pemisah (1977)
3. Badai Pasti Berlalu (1977)
4. Sabda Alam (1978)
5. Percik Persona (1979)
6. Puspa Indah (1980)
7. Pantulan cinta (1981)
8. Resesi (1981)
9. Metropolitan (1983)
10. Sendiri (1984)
11. Nona (1984)
12. Aku Cinta Dia (1985)
13. Hip hip Hura (1985)
14. Nona Lisa (1986)
15. Chrisye Terbaik (1987)
16. Jumpa Pertama (1988)
17. Pergilah Kasih (1989)
18. Cintamu Tlah Berlalu (1990)
19. Sendiri Lagi (1993)
20. Akustichrisye (1996)
21. Chrisye (1997)
22. Best Cinta (2000)
23. Best Of Chrisye, The Vol. 002 (2000)
24. Dekade (2002)
25. Senyawa (2004)
26. The Best of Chrisye (2005)
27. Chrisye duets by Request (2005)

- International Standard Name Identifier: 0000 0003 9333 9195
- Library of Congress Control Number: no98030498
- MusicBrainz: adfff063-402d-4e97-a34d-c1cb6adaa7a1
- Nationale bibliotheek van Australië: 49682906
- Nederlandse Thesaurus van Auteursnamen: 304608378
- Système universitaire de documentation: 134495888
- Virtual International Authority File: 287576092
- WorldCat: E39PBJrRk9D6HwCHrpvHRmvj4q